# NEK8
NEK8‏ (NIMA related kinase 8) هوَ بروتين يُشَفر بواسطة جين NEK8 في الإنسان.

## الوظيفة
Nek8 عضو في عائلة بروتين كيناز السيرين/الثريونين، وهو مرتبط بجين NIMA (غير موجود في الانقسام الفتيلي، الجين A) في فطر الرشاشية المعششة. قد يلعب هذا البروتين المُرمَّز دورًا في تطور دورة الخلية من طور النمو الثاني إلى طور الانقسام المتساوي.

## الأهمية السريرية
الطفرات في جين NEK8 مرتبطة بانضمار الكلية.